# WHDI
Wireless Home Digital Interface (WHDI) – standard bezprzewodowego interfejsu do przesyłania sygnału wysokiej rozdzielczości. Przy jego projektowaniu brały udział takie firmy jak Amimon, Hitachi, Motorola, Samsung, Sharp, Sony. Ma on na celu zastąpienie obecnych połączeń kablowych np. HDMI.